# Hotel Moskwa w Królewcu
Hotel Moskwa (ros.: Гocтиница Москва, Gostinica Moskva) – jeden z hoteli w Królewcu, mieszczący się w dawnej dzielnicy Hufen, przy prospekcie Mira (dawna Hufenallee), naprzeciw wejścia do królewieckiego ogrodu zoologicznego. Powstał w 1936 jako siedziba oddziału towarzystwa ubezpieczeniowego Nordstern-Verischerung i jednocześnie kamienica z 29 lokalami mieszkalnymi. Autorami projektu byli królewieccy architekci Siegfried Sassnick (1903-1971) i Bruno Leiding. Jest trzypiętrową budowlą z dwuspadowym dachem krytym dachówką. Elewacje są licowane ciemnym klinkierem, z którym kontrastują jasne betonowe ościeża prostokątnych okien i drzwi. Na narożach 3 piętra fasady umieszczono ułożone z cegieł herby Berlina i Gdańska. Po 1945 dobrze zachowany budynek został zaadaptowany na hotel, ze zmianą układu wnętrz, w 2001 został poddany gruntownej renowacji.